# Тодор Сукнаров
Тодор К. Сукнаров е български общественик, просветен и революционен деец от Македония.

## Биография
Тодор Сукнаров е роден в неврокопското село Долен, тогава в Османската империя, днес България. Учи в родното си село при Никола Попфилипов, а по-късно е изпратен да продължи образованието си в класното училище в Стара Загора. Става учител в Меричлери (1874 – 1876), където въвежда звучната метода, участва в революционното движение и ръководи неделно училище. След Освобождението в 1878 година е учител в Айтос, Източна Румелия, а по-късно е училищен испектор.